# Jæger – i krig med eliten
Jæger – i krig med eliten er en bog af tidligere jægersoldat Thomas Rathsack. Bogen handler om Danmarks deltagelse i Krigen i Afghanistan. Bogen vakte opmærksomhed pga. omstændighederne ved bogens udgivelse, der medførte at forsvarschef Tim Sloth Jørgensen trådte tilbage.

## Udgivelse og forsøg på fogedforbud
Forsvarskommandoen forsøgte at søge et fogedforbud til at stoppe udgivelsen. Begrundelsen var, at rigets sikkerhed og forholdet til fremmede magter stod på spil. Fogedretten afviste dog 21. september 2009 at nedlægge forbud, fordi bogen allerede var offentliggjort i flere medier, men mente samtidig at det var sandsynliggjort "at bogen indeholder fortrolige oplysninger, som er omfattet af jægersoldatens tavshedspligt, og som skal hemmeligholdes af militære og sikkerhedsmæssige årsager og af hensyn til Danmarks forhold til fremmede magter".
Bogen blev udgivet som en særsektion i Politiken 16. september 2009 som modreaktion på, at Forsvaret forsøgte at stoppe udgivelsen og sendte et brev til medieredaktører. Politikens chefredaktør Tøger Seidenfaden skriver, at udgivelsen sker "for at sikre og understrege offentlighedens ret til at følge med – også når vi er i krig, og når det ikke passer myndighederne".
Thomas Rathsack hævder blandt andet, at Jægerkorpset har været "af sted hele tiden", hvilket er modstridende med den danske forsvarsminister Søren Gades forklaring til Folketinget.

## Arabisk oversættelse
Den 24. september 2009 understregede Forsvarsminister Søren Gade i en fortrolig orientering af Udenrigspolitisk Nævn om sikkerhedsrisikoen, bl.a. på baggrund af at en arabisk oversættelse var blevet lagt på internettet.
Ved at kigge i dokumentinformationen for den pågældende Word-fil fandt journalisterne dog ud af, at det var en person i Forsvarskommandoen, som havde lækket dokumentet, som formentlig er oversat med et oversættelsesprogram som Google Translate.
Forsvaret hævdede i første omgang, at det ikke var en intern oversættelse, men et dokument der var blevet fundet på en international BitTorrent-side. I DR2-talkshowet Clement Direkte blev Søren Gade spurgt om hvem det ville få konsekvenser for, hvis det viste sig at den arabiske oversættelse af bogen var fabrikeret af Forsvaret selv. Han svarede
| Citat | Far her. Jeg er jo direktøren for det hele, og det hedder 'the buck stops here'. | Citat |
|       |                                                                                  |       |

Den 1. oktober 2009 kom det frem, at bogen var oversat til arabisk internt i Forsvarskommandoen.
Dette medførte øjeblikkelig fritstilling af Forsvarskommandoens it-chef Jesper Britze. Dernæst tog Søren Gade på jagtferie. Forsvarschef Tim Sloth Jørgensen påtog sig 4. oktober 2009 ansvaret for denne sag og trådte tilbage fra sin post.

### Juridisk efterspil
Jesper Britze og den forhenværende informationschef Lars Sønderskov blev begge tiltalt for ikke at have talt sandt om deres roller i sagen – Britze for ikke at have stået ved oversættelsen af bogen, og Sønderskov for at have afvist at have sendt oversættelsen til BT.
De blev først frifundet ved byretten, men efterfølgende dømt i landsretten, med en straf på henholdsvis 30 dages betinget fængsel og en bøde på 8.000 kr.
Højesteret stadfæster i 2012 dommen, Lars Sønderskov dømmes til bøde på 8.000 kroner samt sagens omkostninger på 260.000 kroner. Jesper Britze frafalder sin anke, og Landsretten dom på 30 dages betinget fængsel for fabrikeret oversættelsen accepteres.

## Salg
Bogen endte med at blive en bestseller, hvilket var langt over forventning i forhold til første oplag.
Alene i den første uge efter udgivelsen solgte den 7.145 eksemplarer (omsætning på 1.785.572,60 kr), hvilket bragte den på en øjeblikkelig førsteplads blandt solgte bogtitler i Danmark.